# Pawieł Jesaułow
Pawieł Stiepanowicz Jesaułow, ros. Павел Степанович Есаулов (ur. 20 lipca 1874 r. w stanicy Nowo-Suworowskaja w Rosji, zm. w 1946 r. w łagrze w Spassku koło Karagandy w ZSRR) – rosyjski wojskowy (generał major), przewodniczący sądu wojskowego Kozackiego Stanu podczas II wojny światowej.
Ukończył gimnazjum wojskowe w Jekaterynodarze, a następnie kozacką szkołę junkrów w Stawropolu. Służył w stopniu chorążego w 1 tamańskim pułku kawalerii Kozaków kubańskich. W 1911 r. został adiutantem przy kubańskim sztabie wojskowym. Brał udział w I wojnie światowej. Po rewolucji październikowej 1917 r. powrócił na Kubań, gdzie wstąpił do białych oddziałów Kozaków kubańskich. Uczestniczył w stopniu pułkownika w tzw. I kubańskim marszu lodowym. Następnie znowu został odkomenderowany do służby w kubańskim sztabie wojskowym. Później służył w gwardyjskim dywizjonie kawalerii Kozaków kubańskich. Doszedł do stopnia generała majora. W połowie listopada 1920 r. wraz z resztkami wojsk białych ewakuował się do Gallipoli. Zamieszkał w Serbii, gdzie pracował w ministerstwie finansów. W czasie II wojny światowej wstąpił do Kozackiego Stanu, obejmując funkcję przewodniczącego sądu wojskowego. Po zakończeniu wojny wraz z pozostałymi oficerami kozackimi został pod koniec maja 1945 r. w Lienzu wydany Sowietom. Osadzono go w łagrze w Spassku pod Karagandą, gdzie zmarł w 1946 r.